# Ignacio Neira
Ignacio Neira, vollständiger Name Ignacio Nicolás Neira Borba, (* 6. Februar 1998 in Lagomar, Ciudad de la Costa) ist ein uruguayischer Fußballspieler.

## Karriere
Der 1,82 Meter große Mittelfeldakteur Neira spielte seit 2011 für die Nachwuchsmannschaften der Montevideo Wanderers. Am 4. September 2016 debütierte er dort bei den Profis in der Primera División, als er von Trainer Gastón Machado am 2. Spieltag der Spielzeit 2016 beim 3:1-Auswärtssieg gegen den Club Atlético Cerro in der 88. Spielminute für Ignacio González eingewechselt wurde. Während der Saison 2016 kam er zweimal (kein Tor) in der Liga zum Einsatz.